# Cherryvale (Kansas)
Cherryvale és una població dels Estats Units a l'estat de Kansas. Segons el cens del 2000 tenia 2.386 habitants.

## Demografia
Segons el cens del 2000, Cherryvale tenia 2.386 habitants, 982 habitatges, i 639 famílies. La densitat de població era de 594,3 habitants per km².
Dels 982 habitatges en un 31,3% hi vivien nens de menys de 18 anys, en un 49,7% hi vivien parelles casades, en un 11,1% dones solteres, i en un 34,9% no eren unitats familiars. En el 31,2% dels habitatges hi vivien persones soles el 15,8% de les quals corresponia a persones de 65 anys o més que vivien soles. El nombre mitjà de persones vivint en cada habitatge era de 2,39 i el nombre mitjà de persones que vivien en cada família era de 2,98.
Per edats la població es repartia de la següent manera: un 26,8% tenia menys de 18 anys, un 8,2% entre 18 i 24, un 26,9% entre 25 i 44, un 21,2% de 45 a 60 i un 16,9% 65 anys o més.
L'edat mediana era de 37 anys. Per cada 100 dones de 18 o més anys hi havia 87,2 homes.
La renda mediana per habitatge era de 27.917 $ i la renda mediana per família de 33.599 $. Els homes tenien una renda mediana de 25.964 $ mentre que les dones 19.356 $. La renda per capita de la població era de 13.655 $. Entorn del 13% de les famílies i el 18,9% de la població estaven per davall del llindar de pobresa.

## Poblacions més properes
El següent diagrama mostra les poblacions més properes.